# Lijst van nummer 1-hits in Noorwegen in 2014
Deze hits stonden in 2014 op nummer 1 in de VG-lista, de bekendste hitlijst in Noorwegen.
| Week | Artiest                               | Titel                            |
| ---- | ------------------------------------- | -------------------------------- |
| 1    | Pitbull & Ke$ha                       | Timber                           |
| 2    | Pitbull & Ke$ha                       | Timber                           |
| 3    | Ed Sheeran                            | I See Fire                       |
| 4    | Ed Sheeran                            | I see fire                       |
| 5    | Ed Sheeran                            | I see fire                       |
| 6    | Ed Sheeran                            | I see fire                       |
| 7    | Ed Sheeran                            | I see fire                       |
| 8    | Ed Sheeran                            | I see fire                       |
| 9    | Ed Sheeran                            | I see fire                       |
| 10   | Ed Sheeran                            | I see fire                       |
| 11   | Pharrell Williams                     | Happy                            |
| 12   | Pharrell Williams                     | Happy                            |
| 13   | Clean Bandit & Jess Glynne            | Rather be                        |
| 14   | Mr. Probz                             | Waves (Robin Schulz remix)       |
| 15   | Mr. Probz                             | Waves (Robin Schulz remix)       |
| 16   | Mr. Probz                             | Waves (Robin Schulz remix)       |
| 17   | Mr. Probz                             | Waves (Robin Schulz remix)       |
| 18   | Mr. Probz                             | Waves (Robin Schulz remix)       |
| 19   | Mr. Probz                             | Waves (Robin Schulz remix)       |
| 20   | David Guetta, Showtek & Vassy         | Bad                              |
| 21   | David Guetta, Showtek & Vassy         | Bad                              |
| 22   | Seinabo Sey                           | Younger (Kygo remix)             |
| 23   | Seinabo Sey                           | Younger (Kygo remix)             |
| 24   | Seinabo Sey                           | Younger (Kygo remix)             |
| 25   | Seinabo Sey                           | Younger (Kygo remix)             |
| 26   | Seinabo Sey                           | Younger (Kygo remix)             |
| 27   | Seinabo Sey                           | Younger (Kygo remix)             |
| 28   | Seinabo Sey                           | Younger (Kygo remix)             |
| 29   | Admiral P & Nico D                    | Engel                            |
| 30   | Anders Nilsen                         | Salsa tequila                    |
| 31   | Anders Nilsen                         | Salsa tequila                    |
| 32   | Anders Nilsen                         | Salsa tequila                    |
| 33   | Lilly Wood & The Prick & Robin Schulz | Prayer in C (Robin Schulz remix) |
| 34   | Lilly Wood & The Prick & Robin Schulz | Prayer in C (Robin Schulz remix) |
| 35   | Lilly Wood & The Prick & Robin Schulz | Prayer in C (Robin Schulz remix) |
| 36   | Lilly Wood & The Prick & Robin Schulz | Prayer in C (Robin Schulz remix) |
| 37   | Lilly Wood & The Prick & Robin Schulz | Prayer in C (Robin Schulz remix) |
| 38   | Lilly Wood & The Prick & Robin Schulz | Prayer in C (Robin Schulz remix) |
| 39   | Calvin Harris & John Newman           | Blame                            |
| 40   | Calvin Harris & John Newman           | Blame                            |
| 41   | Gabriel Rios                          | Gold                             |
| 42   | Gabriel Rios                          | Gold                             |
| 43   | Gabriel Rios                          | Gold                             |
| 44   | Gabriel Rios                          | Gold                             |
| 45   | Gabriel Rios                          | Gold                             |
| 46   | David Guetta & Sam Martin             | Dangerous                        |
| 47   | David Guetta & Sam Martin             | Dangerous                        |
| 48   | Broiler & RAVVEL                      | Wild eyes                        |
| 49   | Broiler & RAVVEL                      | Wild eyes                        |
| 50   | Kygo & Conrad                         | Firestone                        |
| 51   | Kygo & Conrad                         | Firestone                        |
| 52   | Kygo & Conrad                         | Firestone                        |